# Lijst van Eurocommissarissen voor Eurostat
De functie van Europees commissaris voor Eurostat was tussen 1973 (commissie-Ortoli) en 1999 (commissie-Santer) een functie binnen de Europese commissie. De commissaris was verantwoordelijk voor Eurostat, het statistische bureau van de Europese Unie. Sinds het aantreden van de commissie-Prodi (september 1999) valt Eurostat onder de Eurocommissariss voor Economische Zaken en wordt de functie niet meer afzonderlijk aangeduid.

## Commissarissen
|  | Naam                    | Lidstaat   | Nationale partij | Periode   | Commissies           |
|  | ----------------------- | ---------- | ---------------- | --------- | -------------------- |
|  | Ralf Dahrendorf         | Duitsland  | FDP              | 1973-1974 | Ortoli               |
|  | Guido Brunner           | Duitsland  | FDP              | 1974-1977 | Ortoli               |
|  | Geen commissaris        |            |                  | 1977-1981 | Jenkins              |
|  | Michael O'Kennedy       | Ierland    | Fianna Fáil      | 1981-1982 | Thorn                |
|  | Richard Burke           | Ierland    | Fine Gael        | 1982-1985 | Thorn                |
|  | Alois Pfeiffer          | Duitsland  | SPD              | 1985-1987 | Delors I             |
|  | Peter Schmidhuber       | Duitsland  | CSU              | 1987-1989 | Delors I             |
|  | Henning Christophersen  | Denemarken | Venstre          | 1989-1995 | Delors II Delors III |
|  | Yves Thibault de Silguy | Frankrijk  | Onafhankelijk    | 1995-1999 | Santer               |